# 소닉 어드벤처 2
소닉 어드벤처 2(일본어: ソニックアドベンチャー2,영어: Sonic Adventure 2)는 2001년 6월 23일에 세가의 간판 게임 시리즈인 소닉의 10주년을 기념하여 제작된 게임이다. 세가에서 발매하였고 제작은 소닉팀이 담당하였다. 이 게임은 드림캐스트 게임으로 발매되었다.

## 개요
소닉 어드벤처의 속편이나, 전작과의 내용상 관련은 거의 없다. (대사 중에 전작과 연관되어 있는 내용이 단편적으로 언급되는 정도고 스테이지 중간중간에 빅이 재미거리로 나온다.) 플레이어 캐릭터는 전작과 마찬가지로 6명이지만, 2p 플레이에서는 좀 더 늘어난다. 어드벤처 필드는 삭제되었다. 또한 새로운 캐릭터로 섀도우 더 헤지호그와 루즈 더 뱃이 등장하였다.

## 줄거리

### 히어로 사이드
소닉은 길을 걸어가다 영문을 모른 채 G.U.N(Guardian Units of Nation)에게 헬기로 감옥으로 수송되던 도중, 간신히 헬기를 탈출하게 된다. 그리고 도망치다, 자신과 닮아서 감옥에 갇히게 만든 범인 섀도우 더 헤지호그를 만나게 된다. 그는 소닉에게 자기 소개를 하다 G.U.N이 오자, 카오스 컨트롤로 도망치게 되고, 결국 소닉은 다시 잡혀서 감옥에 수감되게 된다. 그러나 테일즈가 감옥 바깥의 에그맨을 무찌르고, 에이미가 감옥에 쳐들어와서 소닉을 탈옥시킨다. 감옥이 있는 그 섬을 도망치다가, 섀도 더 헤지호그를 만나게 되었고, 둘이 겨루다 에그맨의 호출로 인해 섬을 폭발시킬 것임을 알아냈다. 그래서 그들은 섬을 탈출하였고, 에그맨의 위협 방송을 듣고, 저지하러 ARK로 간다.

### 다크 사이드
에그맨은 G.U.N.의 네트워크를 해킹한 이후, G.U.N에게 비밀 병기가 있음을 알아챘다. 그래서 G.U.N.의 기지로 쳐들어가서 비밀 병기 캡슐의 봉인을 해제했으나, 소닉인 줄 알고 착각하였지만, 그것이 아님(말하자면 섀도우)을 알게 되었다. 그리고 섀도우는 에그맨을 생포하려는 로봇을 부수고 별을 파괴하는 기계인 "이클립스 캐논"이 존재함을 알려주었다. 그래서 에그맨은 별을 부술 수 있을 정도의 카오스 에메랄드를 모아 사막의 발사 기지로 가서 ARK로 이동해간다. 그리고는 ARK에서는 달을 반쯤 부수는 내용을 포함한 방송을 지구 상에 내보내 위협을 한다. 그리고 에그맨은 지상으로 내려와 GUN의 기지인 프리즌 아일랜드를 파괴하고 ARK로 카오스 에메랄드를 가져온다.

### 라스트 사이드
에그맨은 자신이 모은 모든 카오스 에메랄드를 ARK에 넣는다. 그러자마자, ARK가 지구를 향해 발사 준비를 하기 시작한다. 자신의 할아버지인 프로페서 제럴드 교수가 카오스 에메랄드를 모두 모으면 ARK가 지구를 부수도록 설계했던 것을 알아차버린(느려.) 에그맨은 소닉과 함께 캐논즈 코어에 가서 막기 시작한다. 그러나, 섀도우는 캐논즈 코어에 가서 그 일에 동참하지 않았다. 하지만 에이미가 섀도우를 설득해서(이때 섀도우가 처음이자 마지막으로 눈물을 흘림.), 결국 섀도우는 함께 바이오리자드를 공격해 바이오리자드를 막기 시작한다. 그리고 시간이 지나자, 바이오리자드가 바이오하자드로 진화하기 시작했고, 섀도우는 소닉과 함께 슈퍼 섀도우와 슈퍼 소닉으로 변신해 바이오하자드를 사망시켜, 지구를 파괴시키는 것을 막았다. 그리고 섀도우는 소닉과 함께 카오스 컨트롤로 추락하는 ARK를 이동시킨다. 그 뒤, 섀도우는 기력이 다해 지구로 떨어졌다(다행히도 이 캐릭터가 생각보다 인기가 많아져서 후속작에서 부☆활함).

## 캐릭터

### 히어로 사이드
소닉 더 헤지호그
성우 - 카네마루 준이치/라이언 드러먼드
마일즈 "테일즈" 파우어
성우 - 무라타 아츠키/코너 브링거스
너클즈 디 에키드나
성우 - 칸나 노부토시/스콧 드리어

### 다크 사이드
섀도 더 헤지호그
성우 - 유사 코지/데이비드 험프리
닥터 에그맨
성우 - 오오츠카 치카오/딤 브리스토
루즈 더 뱃
성우 - 오치아이 루미/레니 미넬라

## 게임 시스템

### 싱글플레이
스토리 모드에서는 히어로 사이드와 다크 사이드의 어느 한 진영을 선택하여 진행해 나가게 된다. 히어로 사이드에는 소닉, 테일즈, 너클즈가, 다크 사이드에서는 섀도, Dr.에그맨, 루즈가 각각 소속되어 있으며, 게임 진행에 따라 조작 캐릭터는 자동으로 바뀐다. 소닉과 섀도는 전형적인 소닉 시리즈의 진행방식이며, 테일즈, 에그맨은 록온을 하며 스테이지를 클리어 해가는 전작의 감마와 비슷한 형식이다. 하지만, 시간 제한은 없다. 너클즈와 루즈는 전작과 같이 너클즈가 깨버린 에메랄드를 모으는 식으로 스테이지를 클리어 해간다. 소닉 어드벤처2에 있는 모든 엠블럼을 모으면 스페셜 스테이지인 그린 힐(영어: Green Hill)이 열린다. 그리고 다크 진영과 히어로 진영을 모두 클리어하면 라스트 진영이 열린다.

### 멀티플레이
멀티플레이는 2인 플레이만 지원된다. 각 캐릭터마다 승부를 겨루는 방식이 다른 데, 닥터 에그맨과 테일즈는 누가 먼저 쓰러뜨리느냐에 따라 승패가 결정된다. 루즈와 너클즈는 누가 먼저 카오스 에메랄드를 모두 찾아내는지에 따라 승패가 결정된다. 또한 소닉과 섀도는 누가 먼저 골에 도착하는지에 따라 승패가 결정된다.
멀티플레이 시에만 사용 가능한 캐릭터 또한 존재한데, 성능은 같으나 소닉 어드벤처 2 : 배틀에서는 성능이 바뀐다.

### 챠오 월드
소닉 어드벤쳐 1와 DX는 타운에서 챠오 가든으로 가야 챠오를 키울수 있는데 이 게임에서는 스테이지에서 키를 얻어야만 한다. 키는 챠오박스에 있다.

## 스테이지
히어로 사이드-
- City Escape(소닉)
- Wild Canyon(너클즈)
- Prison Lane(테일즈)
- Metal Harbor(소닉)
- Green Forest(소닉)
- Pumpkin Hill(너클즈)
- Mission Street(테일즈)
- Aquatic Mine(너클즈)
- Route 101(테일즈)
- Hidden Base(테일즈)
- Pyramid Cave(소닉)
- Death Chamber(너클즈)
- Eternal Engine(테일즈)
- Meteor Herd(너클즈)
- Crazy Gadget(소닉)
- Final Rush(소닉)

다크 사이드-
- Iron Gate(에그맨)
- Dry Laggon(루즈)
- Sand Ocean(에그맨)
- Radical Highway(섀도우)
- Egg Quarter(루즈)
- Lost Colony(에그맨)
- Weapons Bed(에그맨)
- Security Hall(루즈)
- White Jungle(섀도우)
- Route 280(루즈)
- Sky rail(섀도)
- Mad Space(루즈)
- Cosmic Wall(에그맨)
- Fianl Chase(섀도우)

## 소닉 어드벤처 2: 배틀
소닉 어드벤처 2: 배틀은 게임큐브판으로 리메이크한 게임이다. 전작과 차이점이 있다면 배틀 기능 강화, 스테이지 부분 수정, 그래픽 성능 향상 등이 있다. 또한 GBA로 발매된 소닉 어드밴스와 연동하면 챠오 월드에 있는 챠오를 데리고 갈수 있는 기능을 추가했다.

## 오리지널 사운드 트랙 (OST)
1. It Doesn't Matter
2. Let's Make it!
3. Escape From The City
4. Vengence Is Mine
5. Lovely Gate 3
6. Unknown From M.E.
7. This Way Out
8. I'm A Spy
9. That's The Way I Like it
10. Rhythm And Balance
11. Won't Stop, Just Go!
12. E.G.G.M.A.N
13. Dive Into The Mellow
14. Rumbling HWY
15. Fly In The Freedom
16. SA2
17. Space Trip Steps
18. Soarin' Over The Space
19. Believe In Myself
20. Highway In The Sky
21. Throw It All Away
22. Deep Inside Of...
23. Supporting Me
24. The Last Scene
25. Live&Learn
26. Chao Race Extended Remix

## 평가
| 평가 |        |
| --- | ------ |
| 통합 점수 통합사 점수 메타크리틱 89/100 [ 9 ] 평론 점수 평론사 점수 에지 7/10 [ 10 ] 게임 레볼루션 B [ 11 ] 게임프로 4.5/5 [ 12 ] 게임스팟 8.6/10 [ 13 ] IGN 9.4/10 [ 14 ] |        |
| 통합 점수 |        |
| 통합사 | 점수   |
| 메타크리틱 | 89/100 |
| 평론 점수 |        |
| 평론사 | 점수   |
| 에지 | 7/10   |
| 게임 레볼루션 | B      |
| 게임프로 | 4.5/5  |
| 게임스팟 | 8.6/10 |
| IGN | 9.4/10 |